# Rhonda Jo Petty
Rhonda Jo Petty (Hollywood, Los Angeles, 30 marzo 1955) è un'ex attrice pornografica statunitense, attiva prevalentemente durante gli anni settanta-ottanta.
È membro della AVN Hall of Fame e della XRCO Hall of Fame.

## Biografia
Petty nacque a Hollywood, Los Angeles, California e crebbe a Chatsworth (California). Il primo ruolo da protagonista lo ebbe nel film Disco Lady, distribuito nel 1978, grazie alla sua somiglianza con l'attrice Farrah Fawcett, all'epoca molto popolare. Veniva infatti presentata come la vincitrice di un concorso di sosia della Fawcett, e uno dei suoi nomi d'arte era "Sarah Dawcett", con evidente rimando alla nota attrice mainstream. Tuttavia, la Petty possedeva un seno molto più prosperoso rispetto alla vera Farrah Fawcett, dettaglio fisico che veniva spesso trascurato per rispettare la sua immagine di sosia hard dell'attrice di Charlie's Angels. Era molto popolare nell'industria del porno degli anni settanta per la sua abitudine di rasarsi il pube, in netta controtendenza con le abitudini dell'epoca. Recitò in numerosi film con John Holmes, in aggiunta a girare spesso scene lesbo con altre colleghe.
Nel 1982 Rhonda Jo Petty recitò nel film Il casinò di Las Vegas (The Greatest Little Cathouse in Las Vegas) che vide il debutto sugli schermi della futura moglie di John Holmes, Laurie Rose, che all'epoca utilizzava lo pseudonimo "Misty Dawn".
Si ritirò dalle scene nel 1991. Dopo la fine della sua carriera, è stata inserita nella Hall of Fame sia degli AVN che degli XRCO Award rispettivamente nel 2004 e nel 2012.

## Riconoscimenti
- AVN Awards
  - 2004 – Hall of Fame[5]

- XRCO Award
  - 2012 – Hall of Fame[6]

## Filmografia
- Sex Rink (1976)
- Love Notes (1977)
- Lusty Ladies (1978)
- Little Orphan Dusty (1978)
- Disco Lady (1978)
- Auditions (1978)
- Sweet Captive (1979)
- Hot Rackets (1979)
- Extreme Close-Up (1979)
- Candy la super viziosa (1979)
- Sweet Cheeks (1980)
- Lust Weekend (1980)
- Gangbang Fantasy (cortometraggio) (1980)
- Fever (1980)
- California Girls (1980)
- Sweet Dreams, Suzan (1980)
- F (1980)
- Aunt Peg Goes Hollywood (1981)
- The Seduction of Seka (Video) (1981)
- Swedish Erotica 15: Roaring Fire Within (Video) (1981)
- Swedish Erotica 36 (1981)
- Rhinestone Cowgirls (1981)
- Country Comfort (1981)
- All the King's Ladies (Video) (1981)
- Sexloose (1982)
- Oriental Hawaii (1982)
- Mud Madness (1982)
- Memphis Cathouse Blues (1982)
- Little Orphan Dusty Part II (1982)
- Il casinò di Las Vegas (1982)
- Casanova II (1982)
- Baby Cakes (1983)
- Satisfactions (1983)
- The Babysitter (Video) (1983)
- Succulent (1983)
- Moments of Love (1983)
- Las Vegas Erotica (1983)
- Glitter (1983)
- Daughters of Emmanuelle (1983)
- Carnal Olympics (1983)
- Hot Stuff (1984)
- Raw Talent (1984)
- Las Vegas Hustle (1984)
- Femme (Video) (1984)
- Hot Ones (Video) (1984)
- Cherry Cheese Cake (1984)
- Electric Blue 17 (Video) (1984)
- Big Bust Babes Volume II (Video) (1984)
- Cathouse Fever (1984)
- Big Bust Babes Volume II (Video) (1984)
- Wish You Were Here (1985)
- Pool Service (Video) (1985)
- Gourmet Quickies 711 (Video) (1985)
- Erotic Moments (1985)
- Down and Dirty Scooter Trash (Video) (1985)
- Cheap Thrills (1985)
- Climax! (1985)
- White Women (Video) (1986)
- I Know What Girls Like (Video) (1986)
- Pretty in Black (1986)
- Fannie's Fantail (1987)
- Firestorm II: The Angel Blade (1987)
- Afro Erotica 21 (Video) (1988)
- Scooter Trash (Video) (1988)
- Tickled Pink (1988)
- Firestorm 3 (Video) (1989)
- Dreamwalk (Video) (1989)
- The Last X-rated Movie (Video) (1990)
- The Last X-rated Movie 3 (1990)
- Ladies Lovin' Ladies (1990)